# Martin Gregorius (Organist)

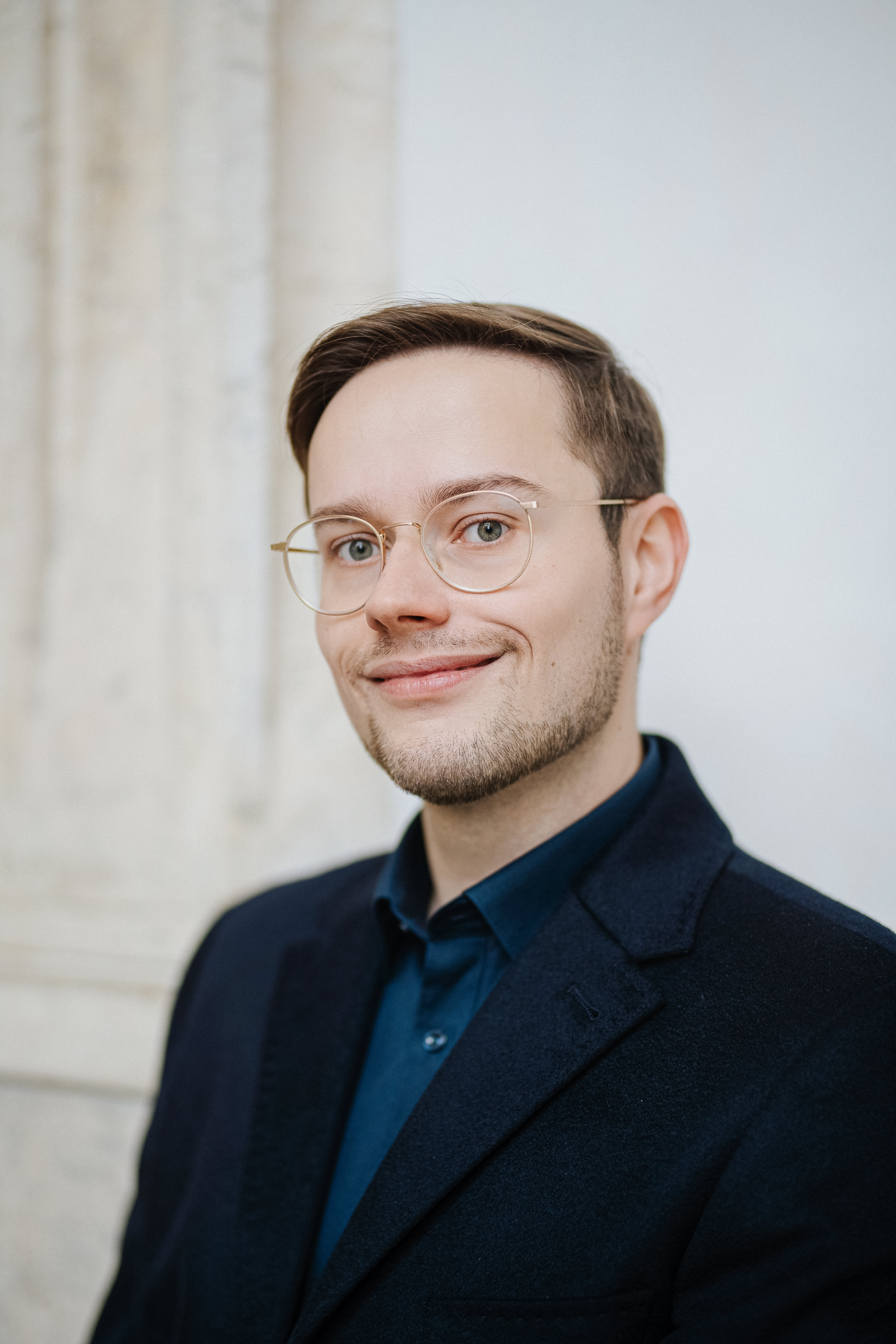
Martin Gregorius (2021)

Martin Gregorius (* 1991 in Gdynia) ist ein Organist, Kirchenmusiker und Hochschuldozent. Er ist als Basilikaorganist und Kirchenmusiker an der Basilika St. Jakob zu Straubing sowie Dozent für Orgel und Improvisation an den Hochschulen für Musik in München und Regensburg tätig.

## Leben
Martin Gregorius studierte Orgel, Improvisation, Kirchenmusik, Musiktheorie und Komposition an der Musikakademie Danzig, Hochschule für Musik Detmold, dem Pariser Konservatorium und Lyoner Konservatorium bei Michel Bouvard, Hanna Dys, Thierry Escaich, François Espinasse, Olivier Latry, Philippe Lefebvre, Tomasz Adam Nowak, Pierre Pincemaille und Roman Perucki.
2017 wurde er an der Hochschule für Musik in Posen mit seiner Dissertation Orgelimprovisation in der Tradition der französischen Orgelschule promoviert.
Gregorius erhielt mehrere Preise und Auszeichnungen bei internationalen Orgelwettbewerben in Deutschland, Italien, Luxemburg, Österreich und Polen. 2016 gewann er die Orgelimprovisationswettbewerbe „Westfalen Impro 6“ in Münster/Billerbeck sowie den Orgelimprovisationswettbewerb im österreichischen Aigen-Schlägl. Außerdem erhielt er verschiedene Kulturpreise und Stipendien, darunter solche des polnischen Staatspräsidenten, des polnischen Ministerpräsidenten und der Alfred-Toepfer-Stiftung. Seine regelmäßigen Auftritte bei europäischen, asiatischen und US-amerikanischen Orgelfestivals führten ihn bislang in die Kathedralen von Erfurt, Luxemburg, Magdeburg, Mainz, München, Paderborn, in die Boardwalk Hall von Atlantic City und in die Baltische Philharmonie Danzig.
In der Konzertsaison 2017/2018 wirkte Martin Gregorius als Organist in Residence der Sapporo Concert Hall „Kitara“. Während dieses Aufenthaltes spielte er unter anderem in den Konzertsälen Art Tower Mito, Sumida Triphony Hall und Suntory Hall in Tokio. Er musizierte mit renommierten Dirigenten und Solisten wie Matthias Bamert, Simon Gaudenz, Rainer Küchl, Max Pommer, Shuntaro Sato und Kanade Yokoyama, und Orchestern wie dem Sinfonieorchester Sapporo und der Nordwestdeutschen Philharmonie.
Von 2018 bis 2021 war Gregorius als Kirchenmusiker der „Herausgehobenen Leuchtturmstelle“ im Erzbistum Paderborn und als Kantor an der St.-Pankratius-Kirche in Gütersloh tätig. Im November 2021 wurde er zum Kirchenmusiker und Basilikaorganisten an der Basilika St. Jakob zu Straubing berufen.
Seit 2020 lehrt er als Dozent für Orgel und Improvisation an der Hochschule für Katholische Kirchenmusik und Musikpädagogik Regensburg und seit 2023 als Dozent für Liturgisches Orgelspiel und Orgelimprovisation an der Hochschule für Musik und Theater München.

## Diskografie
- STAINED GLASS DANCES (光彩の舞曲集), an der Kern-Orgel des Sapporo Concert Hall Kitara, 2018[4]
- DUSK TO DAWN mit Carine Tinney, Sopran, an der Rieger-Orgel der St.-Pankratius-Kirche in Gütersloh. PASCHENrecords 2021[5]